# Iwan Alexandrowitsch Karelin
Iwan Alexandrowitsch Karelin (georgisch ივან ქარელინ, russisch Иван Александрович Карелин; * 3. März 1994 in Nowosibirsk) ist ein russisch-georgischer Eishockeyspieler, der seit 2018 bei Bakurianis Mimino in der Georgischen Eishockeyliga spielt.

## Karriere
Karelin, der im russischen Nowosibirsk geboren wurde, begann seine Karriere bei Sibirskje Snaiperi Nowosibirsk in der Juniorenliga Molodjoschnaja Chokkeinaja Liga. 2013 absolvierte er einige Spiele für den HK Sokol Krasnojarsk in der Wysschaja Hockey-Liga, wurde aber ansonsten bis 2015 zunehmend bei Krasnojarski Rysi in der Molodjoschnaja Chokkeinaja Liga B eingesetzt. Nachdem er drei Jahre nicht gespielt hatte, absolvierte er 2018 ein Spiel für Altai Barnaul in der drittklassigen Perwaja Liga, ehe er zu Bakurianis Mimino in die Georgischen Eishockeyliga wechselte, wo er seither spielt.

### International
Karelin gab sein Debüt für die georgische Nationalmannschaft bei der Weltmeisterschaft der Division II 2022. Als Topscorer (gemeinsam mit seinem Landsmann Nikita Bukija), bester Torvorbereiter und zweitbester Torschütze nach Bukija wurde er auch zum besten Spieler seiner Mannschaft gewählt und trug so zum Aufstieg der Kaukasier aus der B- in die A-Gruppe der Division bei. Dort spielte er dann bei der Weltmeisterschaft 2023, wo er als Torschützenkönig und zweitbester Scorer (gemeinsam mit dem Israeli David Levin) nach dem Kroaten Borna Rendulić erneut zum besten Spieler seiner Mannschaft gewählt wurde. Nach dem Zwangsabstieg spielte er 2024 erneut in der B-Gruppe und wurde erneut als bester Spieler der Georgier gekürt. Zudem vertrat er seine Farben bei der Olympiaqualifikation für die Winterspiele in Mailand 2026.

## Erfolge und Auszeichnungen
- 2022 Aufstieg in die Division II, Gruppe A, bei der Weltmeisterschaft der Division II, Gruppe B
- 2022 Topscorer und bester Torvorbereiter bei der Weltmeisterschaft der Division II, Gruppe B
- 2023 Torschützenkönig bei der Weltmeisterschaft der Division II, Gruppe A